# Meyers Konversations-Lexikon

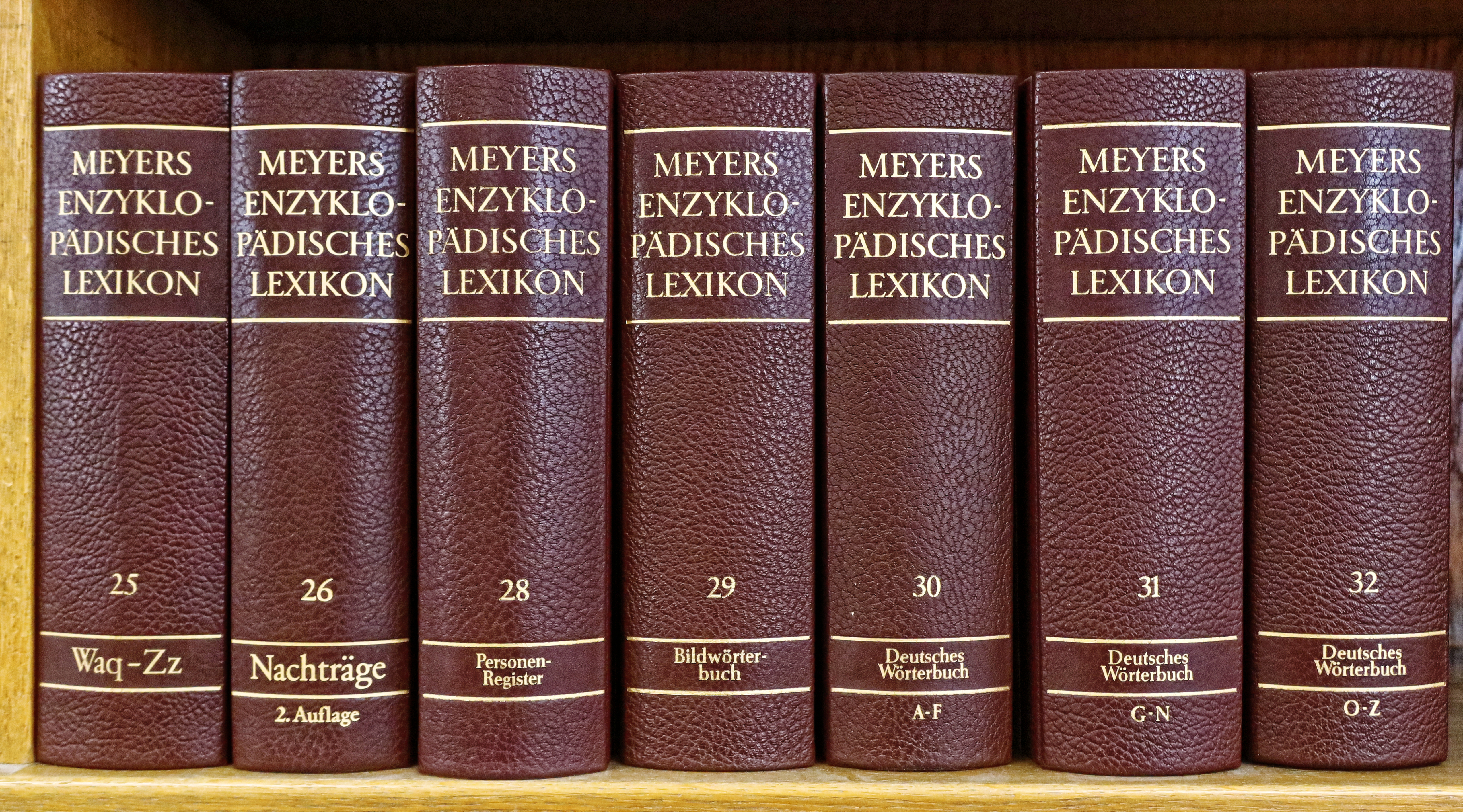
Meyers Konversations-Lexikon in het

Meyers Konversations-Lexikon was een Duitse encyclopedie die verscheen in de 19e en 20e eeuw.

## Geschiedenis
Joseph Meyer (1796-1856), die in 1826 in het Duitse Gotha uitgeverij Bibliographisches Institut had opgericht, was zowel ondernemer als idealist. Dat dit kon samengaan wilde hij bewijzen met de uitgave van een grote encyclopedie, die hij beschouwde als een "geschikt instrument voor een algemene intellectuele emancipatie". In 1839 werd een begin gemaakt met deze encyclopedie, die niet, zoals de bestaande werken van Brockhaus of Pierer gericht was op de gegoede burgerij of de wereld der geleerden, maar een brede kring van belangstellenden moest aanspreken, toegankelijk en toch wetenschappelijk verantwoord zou zijn: een vernieuwend werk dat in tegenstelling tot zijn tijdgenoten bij de onderwerpen toelichtende illustraties, technische tekeningen, stadsgezichten en landkaarten bevatte. Ter verhoging van de leesbaarheid werd de tekst in kolommen gedrukt: eveneens een noviteit.
Maar het geduld van de abonnees werd zwaar op de proef gesteld: Meyer schoot in zijn streven zo volledig mogelijk te willen zijn niet op met zijn encyclopedie; na 6 jaar waren 14 delen verschenen en men was nog maar bij de letter E. Besloten werd een tweede team van redacteuren in te schakelen, dat bij de letter O begon, zodat de abonnees om en om afleveringen van beide secties ontvingen; pas in 1852 was het laatste deel compleet en was het werk, inmiddels 46 delen tellend, nagenoeg gereed (van de eerste sectie ontbraken nog enkele afleveringen die 1853 verschenen). Er volgden zes delen met supplementen waarna het werk in 1855 eindelijk kon worden afgesloten. Meyer heeft de voltooiing van zijn encyclopedie nog mogen beleven, maar het project had te veel van zijn krachten gevergd; een jaar later overleed hij. Met haar 52 delen was "das Grosse Conversations-Lexikon für die gebildeten Stände" de grootste voltooide Duitstalige encyclopedie van de 19e eeuw. 
Joseph Meyer werd opgevolgd door zijn zoon Herrmann Julius (1826-1909), die het werk van zijn vader voortzette met de uitgave van een sterk verkorte versie van de encyclopedie, "Neues Conversations-Lexikon für alle Stände", verschenen 1857-60, die slechts 15 delen zou tellen. Gedachtig aan het echec van de eerste uitgave werd gegarandeerd dat deze editie binnen drie jaar gereed zou zijn. Alles wat te laat zou verschijnen, zouden de abonnees gratis ontvangen. Dit werk, dat geldt als "eerste druk", was echter op tijd compleet.
Tot aan de Eerste Wereldoorlog volgden nog vijf telkens herziene en uitgebreide versies, vanaf de 3e druk "Meyers Konversations-Lexikon" geheten, en waarvan vooral de 5e (1893-97, 17 delen) en 6e druk (1902-08, 20 delen) enorme oplagen bereikten; van beide edities werden ca. 250.000 sets verkocht. De uitgeverij adverteerde ook in Nederland voor deze Duitstalige werken en vond een behoorlijke afzet, vermoedelijk doordat soortgelijke, van oorsprong Nederlandse uitgaven er maar schamel bij afstaken en nauwelijks of geen illustraties bevatten.
De recessie van de jaren 20 beperkte de 7e druk tot 12 delen. Dit werk met de verkorte titel "Meyers Lexikon", dat een prachtig bandontwerp van de graficus Hugo Steiner-Prag bezat, verscheen van 1924-30. Een volgende, 8e druk (1936-42), verschenen tijdens het nationaalsocialistische bewind in Duitsland, bleek evenals de allereerste een onbezonnen avontuur. Alle artikelen moesten ter goedkeuring aan de nazipartij worden voorgelegd; ten slotte zorgde de propaganda-afdeling van de partij voor kant en klare artikelen, waarin niets mocht worden gewijzigd. Dat leverde het werk, dat door de oorlog onvoltooid bleef, de bijnaam "Der Braune Meyer" op.
De gebouwen van de uitgeverij, die sinds 1874 in boekhandelsstad Leipzig was gevestigd, werden door de bombardementen van 1943/44 nagenoeg volledig verwoest; de uitgeverij zelf werd in 1946 door de Oost-Duitse communisten zonder schadeloosstelling onteigend. In de Bondsrepubliek ontstond in 1953 in Mannheim een nieuwe vestiging van de uitgeverij; in Leipzig bleef als "Volkseigener Betrieb" VEB Bibliographisches Institut bestaan.
De merkwaardige situatie deed zich nu voor, dat er is Duitsland twee uitgeverijen "Bibliographisches Institut" waren, die beide dezelfde traditionele titels brachten. Zo kwam uit Leipzig een DDR-versie van de Meyer-encyclopedie, gebaseerd op de marxistische ideologie: "Meyers Neues Lexikon" (8 dln., 1961-64; 2e druk, 18 dln., 1971-78). In Mannheim hoefde men zich niets aan partijpolitieke opvattingen gelegen te laten liggen: daar verscheen van 1971-79 de 9e druk, getiteld "Meyers Enzyklopädisches Lexikon". Met haar 25 delen was deze editie, evenals de allereerste, de grootste Duitstalige encyclopedie van de eeuw. 
In 1984 fuseerde Bibliographisches Institut met zijn grootste concurrent op het gebied van naslagwerken: F.A. Brockhaus uit Wiesbaden tot "Bibliographisches Institut & F.A. Brockhaus A.G.", gevestigd te Mannheim. In 1991 werden de onteigende bezittingen in Leipzig herwonnen. De grote encyclopedie van deze firma verschijnt alleen nog onder de naam "Brockhaus".
Meyers (Konversations-)Lexikon behoort tot de klassieke werken van de lexicografie. Het vormt een afspiegeling van bijna anderhalve eeuw cultuur en is een echo van de politieke ontwikkelingen in die periode. In dat opzicht zijn ook de 8e druk en ???.

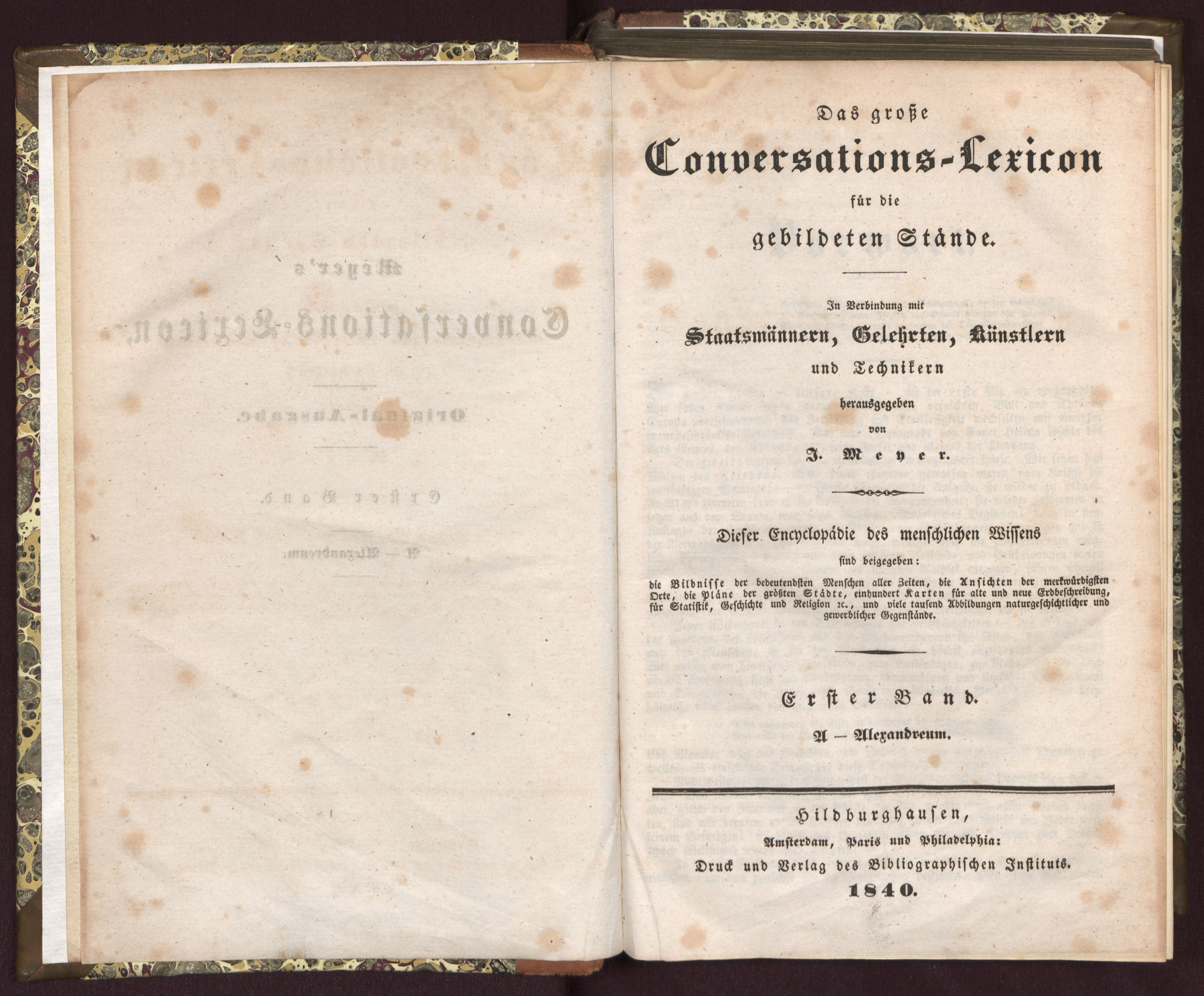
Titelblad van de eerste uitgave (1840), toen nog Das große Meyer's Conversations-Lexicon für die gebildeten Stände
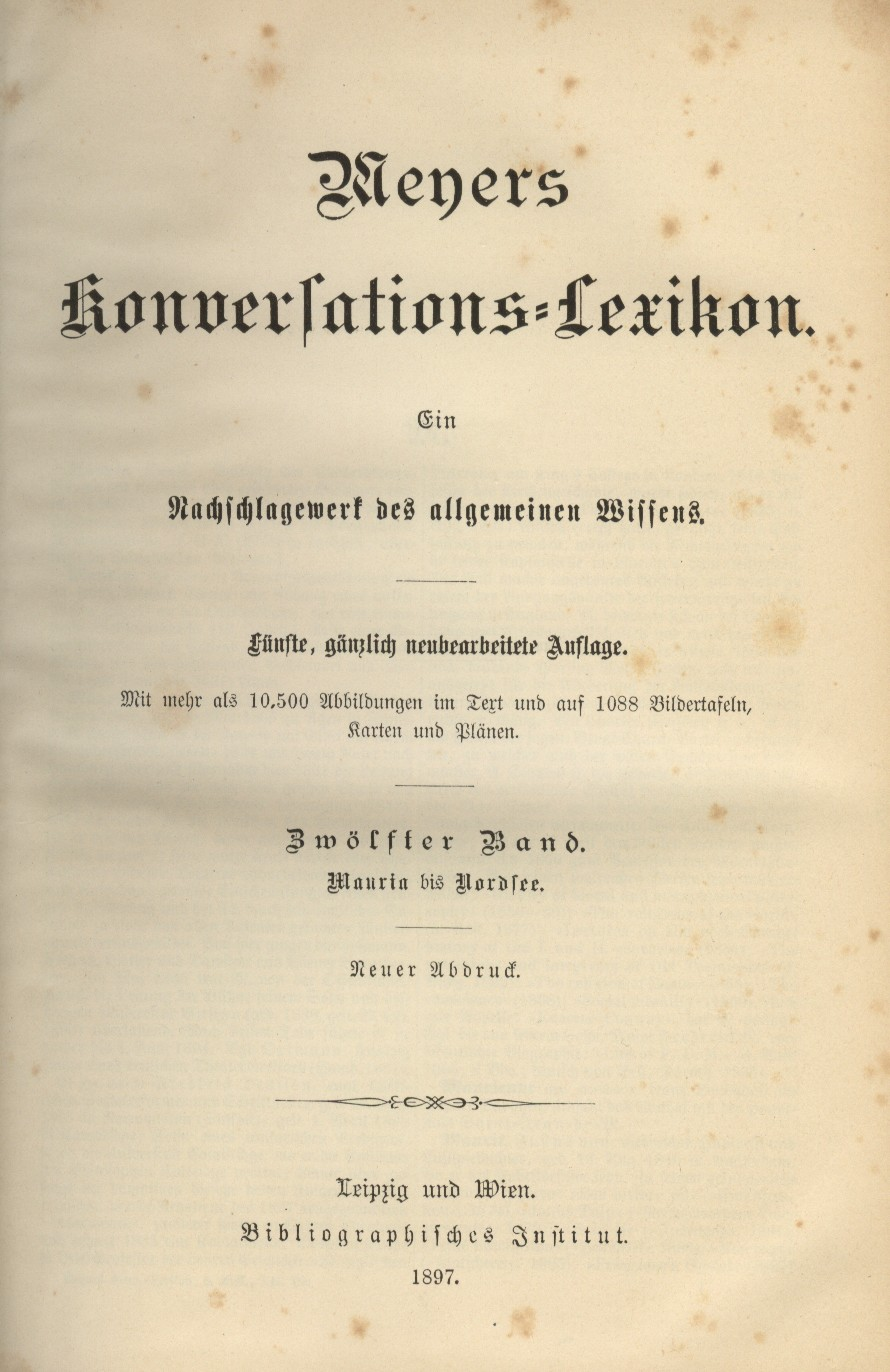
Meyers uit 1897
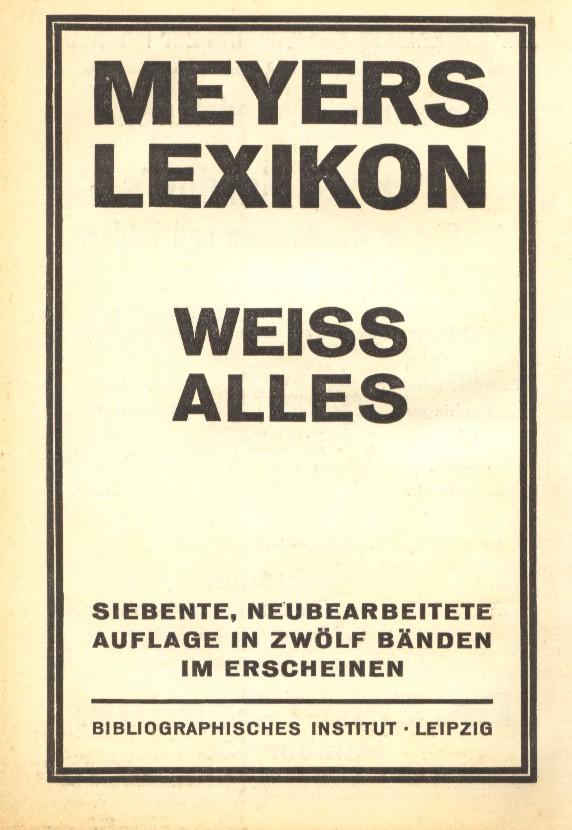
Reclame voor de 7e druk van "Meyers Lexikon" (rond 1925) de twee in de DDR verschenen edities interessant.